# Транталис, Дин
Дин Дж. Транта́лис (англ. Dean J. Trantalis; род. 14 октября 1953, Норуич, Коннектикут, США) — американский бизнесмен, адвокат и политик, мэр Форт-Лодердейла.

## Биография
Родился в семье греческих иммигрантов.
Посещал Норуичскую свободную академию.
Окончил Бостонский университет со степенью в области политологии (1975) и Колледж права Стетсонского университета (1979).
Посещал курсы международного права в Восточной Европе и России, а также в Лондоне (Великобритания).
В 1980 году был принят в адвокатские ассоциации штатов Коннектикут и Флорида.
С 1982 года ведёт адвокатскую практику в округе Брауард (Флорида), являясь владельцем юридической фирмы «Trantalis & Associates».
В 2003—2006 и 2013—2018 годах — член городского совета Форт-Лодердейла.
Активно выступает за права ЛГБТ-сообщества.

## Личная жизнь
Открытый гей.